# Monna Vanna (Rachmaninov)
Pour les articles homonymes, voir Monna Vanna.
Monna Vanna (russe : Монна Ванна) est un opéra inachevé de Sergueï Rachmaninov d'après une pièce de Maurice Maeterlinck. Rachmaninov avait achevé l'Acte I pour chant et piano, et allait demander l'autorisation pour adapter le texte en un traitement en trois actes. Cependant, un autre compositeur, Henry Février, avait entre-temps reçu les droits pour une adaptation lyrique du texte. Cet opéra n'aurait pu être produit que dans des pays qui à l'époque n'étaient pas signataires du droit d'auteur européen, comme la Russie. Finalement, Rachmaninov abandonna tout travail ultérieur sur cet opéra et n'écrivit jamais d'adaptation complète.
Des années plus tard, à la demande de Sophie Satin, belle-sœur de Rachmaninov, Igor Buketoff (en) prépara une édition orchestrée pour l'exécution de l'Acte I, qu'il dirigea lors de sa première mondiale avec l'Orchestre de Philadelphie le 11 août 1984 à Saratoga Springs, New York avec Tatiana Troyanos dans le rôle-titre, Sherrill Milnes dans Guido, et John Alexander (en) dans le père de Guido. Il réalisa aussi le premier enregistrement de l'œuvre, avec l'Orchestre symphonique d'Islande.

## Rôles
| Rôle                         | Type de voix | Distribution de la première Acte I représenté, 11 août 1984 (Chef d'orchestre : Igor Buketoff (en)) |
| ---------------------------- | ------------ | --------------------------------------------------------------------------------------------------- |
| Guido, commandant militaire  | baryton      | Sherrill Milnes                                                                                     |
| Père de Guido                | ténor        | John Alexander (en)                                                                                 |
| Monna Vanna, épouse de Guido | soprano      | Tatiana Troyanos                                                                                    |
| Torello                      |              | |
| Borso                        |              | |
| Chœur (hors scène)           |              | |

## Synopsis
Époque : XVe siècle
Lieu : Pise, Italie, pendant un conflit armé avec la ville assiégée.
L'Acte I est divisé en trois scènes.
Guido, le commandant militaire à Pise, apprend de son père que l'ennemi cessera le conflit si Monna Vanna, épouse de Guido, se rend au camp ennemi, mais vêtue seulement d'un manteau. Monna Vanna accepte cette demande.